# Boscia keniensis
Boscia keniensis är en kaprisväxtart som beskrevs av H.J. Beentje. Boscia keniensis ingår i släktet Boscia och familjen kaprisväxter. Inga underarter finns listade i Catalogue of Life.